# Sarah Rowell
Pour les articles homonymes, voir Rowell (homonymie).
Sarah Louise Rowell, née le 19 novembre 1962 à Hostert dans l'arrondissement de Viersen, est une coureuse de fond anglaise spécialisée en course en montagne et en marathon. Elle a remporté la médaille d'or sur marathon lors de l'Universiade d'été de 1983 et la médaille d'argent au Trophée mondial de course en montagne 1992. Elle est également double championne de Grande-Bretagne de fell running.

## Biographie
Née en Allemagne à Hostert dans l'arrondissement de Viersen où son père était stationné lors de son service militaire, Sarah grandit dans le Suffolk et effectue ses études en sport à l'université de Brighton où elle obtient également son doctorat. Très active en athlétisme durant ses études, elle s'illustre en demi-fond et en cross-country et joue également dans l'équipe junior d'Angleterre de hockey sur glace. Elle abandonne le hockey lors de ses études, n'ayant plus le niveau, et se consacre exclusivement à l'athlétisme qu'elle préfère,.
Elle se spécialise par la suite en marathon où elle progresse rapidement. Le 17 avril 1983, elle termine à une encourageante neuvième place au marathon de Londres en 2 h 39 min 11 s améliorant son temps de l'année précédente de plus de 15 minutes. Le 9 juillet, elle participe au marathon de l'Universiade d'été à Edmonton qu'elle remporte en 2 h 47 min 36 s. Encouragée par ses bons résultats, elle prend un départ rapide lors du marathon de New York et court aux côtés de Grete Waitz durant les premiers kilomètres. Elle n'arrive cependant pas à garder l'allure et termine à la quatorzième place en 2 h 40 min 52 s.
Le 13 mai 1984, elle réutilise cette stratégie et parvient à conserver son rythme pour terminer troisième du marathon de Londres en 2 h 31 min 28 s et décrocher ainsi son ticket pour le marathon des Jeux olympiques à Los Angeles où elle termine à la quatorzième place,.
Elle court à nouveau le marathon de Londres en 1985 et tandis qu'Ingrid Kristiansen remporte la victoire en établissant un nouveau record du monde, Sarah termine deuxième et établit un record national en 2 h 28 min 6 s. En fin d'année, elle termine troisième du marathon de Columbus.
Elle se blesse à la fin de l'année 1985. Faisant le point avec son coach, elle parvient à la conclusion que la course sur route risque de lui causer d'autres blessures. Elle ne souhaite pas arrêter la compétition et choisit de s'aligner sur des épreuves de type cross-country. Elle remporte le marathon des Seven Sisters 1986 avec une première place scratch, battant le vainqueur masculin Sam Lambourne de plus de deux minutes, prouvant ainsi son choix. Elle s'essaie également à la course en montagne et obtient rapidement de bons résultats. Elle participe au Trophée mondial de course en montagne 1989 à Châtillon-en-Diois et termine quatrième. Elle y remporte la médaille d'argent au classement par équipes.
Souffrant du syndrome de fatigue chronique, ses participations en compétition sont épisodiques. Ce n'est qu'en 1991 qu'elle parvient à retrouver un bon niveau de compétitivé et s'investit plus sérieusement en fell running. Elle prend part pour la première fois à la Three Peaks Race et remporte une éclatante victoire en battant le record féminin de 16 minutes,.
Le 26 avril 1992, elle remporte sa seconde victoire de la Three Peaks Race en terminant à la quinzième place scratch, le meilleur classement d'une femme. Le 30 août, lors du Trophée mondial de course en montagne à Suse, elle se trouve dans le groupe de tête mené par Elisabeth Rust. Dans le deuxième tour, Gudrun Pflüger force l'allure et prend les commandes, suivie par Sarah, l'Autrichienne Sabine Stelzmüller et l'Australienne Louise Fairfax. Sarah effectue une excellente course pour décrocher la médaille d'argent. Elle remporte également l'argent au classement par équipes,.
En 1995, elle domine la scène nationale du fell running et remporte les championnats de Grande-Bretagne et d'Angleterre avec le maximum de points, ayant remporté toutes les courses du calendrier.
Elle remporte à nouveau les titres anglais et britanniques en 1996 à seulement quelques points devant la Galloise Menna Angharad pour ce dernier.
En 1997, des problèmes au dos refont surface et elle ne parvient pas à se qualifier pour le Trophée mondial. Elle décide alors d'arrêter la compétition internationale et préfère participer à de nouvelles courses, dont celle du Ben Nevis qu'elle remporte en 2000,.
Elle se met à l'ultra-trail en fin de carrière. Elle termine neuvième femme de l'Ultra-Trail du Mont-Blanc 2007 et deuxième de la catégorie V1F. Elle remporte le Lakeland 50 en 2010.
En avril 2012, elle rejoint UK Athletics en tant qu'administrateur non exécutif et prend la direction de la section course en montagne. Son mandat de huit ans arrivant à échance en 2020, elle voit son mandat prolongé d'une année avant que cette prolongation ne lui soit finalement refusée à la suite d'une restructuration interne,.

## Palmarès

### Route
| Année | Compétition                 | Lieu          | Place | Épreuve       | Temps           |
| ----- | --------------------------- | ------------- | ----- | ------------- | --------------- |
| 1983  | Semi-marathon de Reading    | Reading       | 1re   | Semi-marathon | 1 h 16 min 0 s  |
| 1983  | Marathon de Londres         | Londres       | 9e    | Marathon      | 2 h 39 min 1 s  |
| 1983  | Universiade d'été           | Edmonton      | 1re   | Marathon      | 2 h 47 min 36 s |
| 1983  | Marathon de New York        | New York      | 14e   | Marathon      | 2 h 40 min 52 s |
| 1984  | Marathon de Londres         | Londres       | 3e    | Marathon      | 2 h 31 min 28 s |
| 1984  | Jeux olympiques d'été       | Los Angeles   | 14e   | Marathon      | 2 h 34 min 8 s  |
| 1984  | Semi-marathon de Brighton   | Brighton      | 1re   | Semi-marathon | 1 h 12 min 6 s  |
| 1985  | Marathon de Londres         | Londres       | 2e    | Marathon      | 2 h 28 min 6 s  |
| 1985  | Semi-marathon de Norwich    | Norwich       | 1re   | Semi-marathon | 1 h 12 min 57 s |
| 1985  | Great North Run             | South Shields | 3e    | Semi-marathon | 1 h 13 min 36 s |
| 1985  | Semi-marathon de Birmingham | Birmingham    | 1re   | Semi-marathon | 1 h 14 min 33 s |
| 1985  | Semi-marathon de Dayton     | Dayton        | 1re   | Semi-marathon | 1 h 13 min 56 s |
| 1985  | Marathon de Columbus        | Columbus      | 3e    | Marathon      | 2 h 36 min 39 s |

### Course en montagne
| no  | féminin            | Course                                | Longueur | Départ            | Temps           |
| --- | ------------------ | ------------------------------------- | -------- | ----------------- | --------------- |
| 4e  | 4e                 | Trophée mondial de course en montagne | 7,7 km   | 16 septembre 1989 | 39 min 21 s     |
| 5e  | 5e                 | Trophée mondial de course en montagne | 7,88 km  | 15 septembre 1990 | 38 min 15 s     |
|     | Médaille de bronze | Course de Schlickeralm                | 14,3 km  | 16 septembre 1990 | 1 h 39 min 33 s |
| 22e | Médaille d'or      | Three Peaks Race                      | 37,4 km  | 28 avril 1991     | 3 h 16 min 29 s |
| 15e | Médaille d'or      | Three Peaks Race                      | 37,4 km  | 26 avril 1992     | 3 h 19 min 11 s |
| 2e  | Médaille d'argent  | Trophée mondial de course en montagne | 7,44 km  | 30 août 1992      | 40 min 37 s     |
| 6e  | 6e                 | Trophée mondial de course en montagne | 7,94 km  | 5 septembre 1993  | 38 min 32 s     |
| 34e | Médaille d'or      | Three Peaks Race                      | 37,4 km  | 24 avril 1994     | 3 h 21 min 50 s |
| 20e | Médaille d'or      | Three Peaks Race                      | 37,4 km  | 28 avril 1996     | 3 h 16 min 17 s |
| 4e  | 4e                 | Trophée mondial de course en montagne | 12 km    | 13 juillet 1996   | 54 min 36 s     |
| 49e | Médaille d'or      | Course du Ben Nevis                   | 14 km    | 2 septembre 2000  | 1 h 54 min 31 s |

## Records
| Épreuve       | Performance     | Date          | Lieu      |
| ------------- | --------------- | ------------- | --------- |
| 5 000 mètres  | 16 min 28 s 46  | 26 mai 1985   | Antrim    |
| 10 kilomètres | 35 min 6 s      | 1er juin 1985 | New York  |
| 10 miles      | 53 min 44 s     | 10 mars 1984  | Tonbridge |
| Semi-marathon | 1 h 12 min 57 s | 9 juin 1985   | Norwich   |
| Marathon      | 2 h 28 min 6 s  | 21 avril 1985 | Londres   |

## Ouvrages
- (en) Sarah Rowell, Off-Road Running, Crowood Press, septembre 2002  (ISBN 978-1-861265-23-4)
- (en) Tim Kyndt, Sarah Rowell, Achieving Excellence in High Performance Sport: Experiences and Skills Behind the Medals, Bloomsbury Sport, 25 octobre 2012  (ISBN 978-1-408172-10-0)
- (en) Sarah Rowell, Wendy Dodds, Trail and Mountain Running, Crowood Press, 28 mai 2013  (ISBN 978-1-847974-55-6)